# Никулин, Анатолий Александрович
Анато́лий Алекса́ндрович Нику́лин (21 августа 1923, Саратов — 14 октября 1996, Рязань) — советский и российский фармаколог. Доктор медицинских наук, профессор (1967). Ректор Рязанского медицинского института в 1961—1983 годах.
Как отмечают: «Именно в период ректорства А. А. Никулина Рязанский мединститут имени И. П. Павлова превратился в один из крупнейших и престижных высших учебных заведений страны».

## Биография
Родился в семье фармаколога А. И. Никулина (ум. 1945) — доктора мед. наук, профессора, зав. кафедрами фармакологии Смоленского (1929-41), Пермского (с 1942), Северо-Осетинского (с 1944) мединститутов. Старший брат А. А. Никулина Алексей Александрович Никулин (1921-91) дослужился до званий генерал-майора и Почётного сотрудника госбезопасности.
Окончил 3-ю Смоленскую среднюю школу и с отличием Саратовский медицинский институт (1946), до которого также учился в Молотовском (Пермском) и Северо-Осетинском мединститутах. Член КПСС с 1945 года.
После окончания вуза с 1946 по 1949 г. аспирант кафедры фармакологии там же (которой руководил К. А. Шмелев), одной из старейших в России, и в 1949 г. защитил канд. диссертацию (под началом Шмелева). В 1949—1950 гг. ассистент той же кафедры.
В 1950 году по приказу МЗ СССР направлен в спецкомандировку в Монголию для организации в Монгольском университете (г. Улан-Батор) кафедры фармакологии, которой заведовал с того же года до 1953 года.
С 1953 г. доцент, в 1959—1990 гг. заведующий кафедрой фармакологии, затем до 1992 г. её проф.-консультант.
Также с 1954 г. зам., в 1956-58 гг. декан лечебного факультета, с 1958 г. проректор по учебной работе.
В 1961-83 гг. ректор Рязанского медицинского института имени И. П. Павлова.
С 1992 года на пенсии.
Под его руководством были созданы эффективные препараты на основе растительных масел (облепихового, масла подорожника), предложены комбинации биопрепаратов с химиотерапевтическими средствами с целью воздействия на опухолевый процесс. Одним из развиваемых им и под его началом направлений была апитерапия. А. А. Никулин изучал цветочную пыльцу и разрабатывал лекарственное средство на её основе.
В 1966 г. защитил докторскую дисс.
Под руководством А. А. Никулина защищено 9 докторских и 40 кандидатских диссертаций (биологических, медицинских и фармацевтических наук), в том числе академика Е. А. Строева и проф. Д. Г. Узбековой, В. В. Дунаева.
На выборах в членкоры АМН СССР А. А. Никулину не хватило до избрания лишь 1 голоса.
Жена Наталья Борисовна, два сына.
Избирался депутатом Рязанского городского Совета народных депутатов.
Был Председателем Совета ректоров вузов города Рязани, избирался Председателем Рязанского отделения (и членом Центрального) Правления Всесоюзного общества фармакологов, являлся членом правления общества Советско-болгарской дружбы. Делегат XXIV съезда КПСС (1971 г.).
Состоял членом редколлегии журнала «Фармакология и токсикология».
Похоронен на Скорбященском кладбище г. Рязани.
Награждён орденом «Знак Почета» (1966), орденом «Октябрьской революции» (1971), медалями «За доблестный труд в ознаменовании 100-летия со дня рождения В. И. Ленина» (1970) и «Ветеран труда» (1986), юбилейными медалями Болгарской Народной Республики «25 лет народной власти» (1969) и «90 лет со дня рождения Георгия Димитрова» (1973), знаком Высшей школы СССР «За отличные успехи в работе», многими грамотами.
Опубликовано более 200 научных работ, в том числе 10 монографий, получено 5 авторских свидетельств на изобретение.

## Память
В его честь в 1998 году названа одна из улиц города Рязани, там имеется его мемориальная доска. В 2008 году в административном корпусе РязГМУ к 85-летию со дня рождения А. А. Никулина установлен бюст профессора (скульптор — Раиса Лысенина).
В 2013 году в Рязани прошла всероссийская научная конференция «Экспериментальная и клиническая фармакология: научные чтения», посвящённая 90-летию со дня рождения профессора Анатолия Никулина.
В ноябре 2018 года в РязГМУ прошла всероссийская конференция «Достижения современной фармакологической науки», посвященная 95-летию профессора А. А. Никулина. К этому юбилею известного ученого выпущен сборник документов, воспоминаний и фотографий «Династия. Никулины».
Два издания выдержал сборник воспоминаний о профессоре А. А. Никулине.
Учреждена стипендия имени профессора А. А. Никулина.